# Calendario Atlante De Agostini
Il Calendario Atlante De Agostini,  è un atlante tascabile ed al contempo un annuario geografico-statistico pubblicato ogni anno dall'Istituto Geografico De Agostini a partire dal 1904, fatto salvo il volume unico biennale 1945-1946, edito alla fine della seconda guerra mondiale. Caratterizzato dal colore rosso, è giunto nel 2024 alla centoventesima edizione ed ha tuttora grande successo, anche per il formato oltre che per la ricchezza di notizie politiche, economiche, finanziarie, sociali che riguardano il mondo intero e mirano ad essere il più possibile fedeli al reale. Nel campo dell'editoria è un vero e proprio longseller, utile a studiosi, viaggiatori, persone colte o interessate all'attualità. Fu ideato da Giovanni De Agostini e raggiunse gradualmente l'attuale conformazione. Il salto di qualità avvenne sotto la direzione di Luigi Visintin.

## Gli inizi
La prima edizione, una brochure in cartoncino verde oppure rosso mattone di piccolo formato (15,7 × 7,5 cm), era un calendario annuale che rispondeva alla moda ed aveva una funzione di promozione commerciale sia pur al prezzo di L. 0,60. Contava 64 pagine: calendario dei mesi con disegni liberty, alcune pagine di notizie astronomiche e geografiche con un atlantino, disegnato da Achille Dardano (1904-1907) ed inciso da A. Hoppe e G. Cipriani, costituito da 11 doppie tavole cartografiche, alternate ai mesi dell'anno 1904, di Europa, Italia, continenti, con una doppia pagina di bandiere dei 57 principali Stati, e con catalogo editoriale dell'allora Istituto Geografico Italiano del dott. G. De Agostini & C. Insieme a Dardano se ne occupò dal 1904 al 1907, secondo De Magistris, Ferdinando Rodizza
Già nell'edizione per il 1908, a cura di Carlo Maranelli, le pagine erano diventate 90. Nel 1910 venne aggiunto un indice dei nomi geografici contenuti nelle tavole e venne elevato il prezzo a L. 0,80, pur mantenendo il numero complessivo delle pagine. Rinnovate furono le edizioni per il 1911, a cura di Albino Machetto, per il 1912, in cui Machetto inserì la divisione amministrativa dell'Italia con le colonie italiane in concomitanza con la guerra di Libia intrapresa l'anno prima, l'edizione per il 1913 in occasione del decennale, sempre curata dal Machetto, e l'edizione per il 1914, a cura di Luigi Filippo De Magistris (14-19), che ne fu redattore fino all'edizione per il 1919. Questa si apriva con una Nota d'Esultanza per la fine della guerra, e riportava anche il Bollettino di Guerra di Armando Diaz del 4 novembre 1918.

## La direzione di Luigi Visintin

### I primi anni
Importanti novità vennero introdotte a partire dall'edizione per il 1920, la diciassettesima, per merito del geografo e cartografo prof. dott. Luigi Visintin, che ne fu redattore dal 1919 e ne assunse poi la direzione fino all'anno della morte (1958). La prosa breve e densa, che ne caratterizza le opere, era particolarmente adatta al Calendarietto, frutto di un lavoro molto impegnativo, a cui peraltro si dedicava nei ritagli di tempo, avendo però sempre in mente le bozze del Calendario qualunque fosse la notizia che trovava.
Visintin, diventato nel 1920 direttore scientifico dell'Istituto Geografico novarese, continuò ad occuparsi personalmente dell'opera che considerava il proprio biglietto da visita e chiamava Calendarietto. Lo descriveva così proprio nel 1920: minuscolo libriccino tascabile, che si stampa annualmente a migliaia di copie e che, oltre all'Atlante Geografico di 24 tavole circa, contiene una quantità di notizie interessanti gli uomini d'affari e ogni persona colta, offrendo dati statistici tra i più recenti e attendibili, tratti dalle fonti migliori con rigorosa unità di metodo.
Nell'edizione elaborata nel 1919 per il 1920 vennero ripensate le carte in seguito ai trattati della prima guerra mondiale, ad esempio quella del Nuovo Confine Franco-Belga-Tedesco, quelle riguardanti l'Europa centrale, quella ancora in parte incerta sulla Venezia Giulia. Fu aggiunta una sezione sull'Africa in considerazione degli interessi italiani. Fu introdotta per l'occasione un'ampia parte storica sulla prima guerra mondiale riguardo all'Italia (del prof. dott. T. Celotti), riguardo alla pace con l'Austria e alla questione di Fiume (prof. dott. Mario Baratta). Fu aggiunta la cronologia della guerra mondiale nei suoi vari scacchieri, dichiarazioni di guerra comprese con evidenziazione grafica di potenze centrali e rottura di relazioni diplomatiche, redatta dal Visintin (pp. 55–66). Questi per l'occasione tolse le carte sull'America, ridimensionò la sezione a carattere generale su universo e terra, eliminò la sezione su geografi ed esploratori contemporanei presente nell'edizione per il 1919, per lasciare spazio a due pagine di Baratta sui geografi morti in guerra, compreso Cesare Battisti, che era stato collaboratore esterno dell'Istituto. Accurata la veste tipografica che riporta sul verso della copertina la comoda misura dei dieci centimetri, con l'equivalenza del centimetro alla scala cartografica (1 cm. = 1 km alla scala di 1:100000).
A partire dal 1921, sotto la direzione del Visintin, fu aggiunto, come negli altri atlanti, l'indice dei nomi contenuti nelle tavole geografiche, estremamente laborioso, ma indispensabile per l'utilizzo del materiale. La ricerca dei nomi è quindi agevolata dai numeri arabi corrispondenti alle singole tavole e dai richiami in rosso sui margini (lettere maiuscole e minuscole) che contrassegnano i trapezi creati da meridiani e paralleli. Questo sistema divenne tradizionale negli atlanti De Agostini, come la scelta armoniosa dei colori dei singoli stati (si trattava infatti di carte politiche, con l'aggiunta di una carta delle comunicazioni mondiali, di due carte astronomiche e di una tavola delle bandiere mercantili).

### La svolta del '24
L'edizione per il 1924 (cioè nel ventennale della prima) è ispirata ad un nuovo indirizzo, per il quale si era saggiato l'interesse nelle edizioni precedenti, e prende l'aire la vocazione economica del Calendarietto. La prefazione sottolinea che, per il favore con cui era stato accolto il Calendario-Atlante, autore ed editore, sempre più attenti alla minuscola ma pur così utile pubblicazione, hanno introdotto numerosi cambiamenti nel ventunesimo volumetto della serie, che dalle 169 pagine del 1923 è passato a 230, sia per l' arricchimento della sezione di geografia generale, sia per l'aggiunta di dati e notizie di ordine economico (agricoltura, industria, commercio) riguardo ai continenti, agli stati europei ed ai paesi più importanti. L'organizzazione interna e l'impianto generale rendevano facile l'accesso e la consultazione. Fra le aggiunte si devono annoverare la carta degli Stati Uniti, la carta sull'Argentina del Nord, meta di emigrazione italiana, e il doppio della carta d'Italia, di cui il pubblico aveva suggerito di aumentare la scala.
Dell'anno successivo, il 1925, edito in occasione dell' Anno Santo, è da considerare a sé un atlantino speciale (copertina di color seppia con stemma pontificio), il Calendario Atlante delle missioni cattoliche. Pubblicato in occasione dell'Esposizione Missionaria Vaticana, pur mantenendo il nome ed il formato del Calendario, è molto diverso dalla sua versione tradizionale perché di essa conserva solo il calendario e le carte, che presentano però in questo caso i confini di diocesi, prefetture, vicariati, oltre ad una pianta di Roma e dell'Esposizione. Il testo è sostituito da una trattazione su apostolato cattolico e stato delle missioni in quattro lingue (italiano, francese, inglese, tedesco), con l'elenco delle missioni ed alcuni dati statistici. Esso anticipa il Testo-atlante illustrato delle missioni del 1932.
Nell'edizione del trentennale (1934), in ciascun capitolo dedicato all'Italia, un paragrafo riguardò le realizzazioni del regime, cosa che contribuì alla diffusione ed all'apprezzamento del calendarietto. Esso uscì poi anche in un'edizione speciale per le forze armate e nel listino delle pubblicazioni del '34 si legge che era particolarmente utile in Esercito, Marina, Aeronautica e non doveva mancare in nessuna biblioteca dopolavoristica, in quanto adatto a diffondere la passione per la geografia. Nel '36 i militari impegnati nell'impresa etiopica ricevettero in dono alcune copie del Calendario Atlante, cosa di cui ringraziarono caldamente.
Con l'edizione per il 1937 fu aggiunta la rappresentazione cartografica dell'Abissinia recentemente assoggettata nonché i discorsi del duce per l'inizio della guerra e la proclamazione dell'Impero, soddisfacendo così la vocazione storica del Calendarietto.

### Durante la seconda guerra mondiale
Naturalmente il periodo della seconda guerra mondiale, al di là degli aggiornamenti, rese necessaria l'introduzione di innovazioni per rappresentare la situazione contingente oltre che lo stato del mondo. Il Calendario, che dagli anni Trenta aveva 60.000 lettori, uscì nel suo quarantennale (1943) modernizzato nella veste esterna, con pagine e copertina ad angolo e non più arrotondate. La carta usata per il testo era diventata a poco a poco molto sottile, pur conservando la solidità e la resistenza. Naturalmente la carta era ormai autarchica.
Nel testo erano state aggiunte a poco a poco a partire dal '39 (Calendario definito in grigio-verde con l'aggiunta degli avvenimenti dell'anno previsti dal regime) ottanta pagine, che comprendevano le date memorabili della nuova Europa dal '39 alla fine del '41 e le date della rottura o della sospensione delle ralazione diplomatiche dell' Italia. Fu inoltre spostato all' inizio e quindi meglio evidenziato l'Indice Analitico delle Materie. Nel '40 si parlava del protettorato su Boemia e Moravia e delle conseguenze della guerra recentissima tedesco-polacca. Una carta dell'Albania evidenziava l'unione della Corona Reale d'Albania alla Corona d'Italia.
Oltre al testo, il Visintin dovette cimentarsi con i mutamenti della carta politica dell'Europa determinati dalla guerra. Le tavole geografiche nel '41 rimasero trenta, ma ridotte nel numero per Italia e Europa centrale con l'aggiunta di tre cartine del Mediterraneo, di una tavola delle isole Maltesi, di una dell'Egitto, di una dell'Atlantico settentrionale riguardante i cavi telegrafici, di tre cartine dell'America centrale e meridionale.

### Il tipo di lavoro
Visintin, cercando di superare le lentezze burocratiche, aggiornava di anno in anno col massimo scrupolo, con grande impegno di lavoro ed attenzione scientifica, sia pur nei ritagli di tempo, il Calendario Atlante sia nelle sezioni generali (soprattutto le statistiche riguardanti la terra in generale e l'economia, i consumi, la produzione) sia nelle parti dedicate ad ogni singolo Stato del mondo (descrizione politico-amministrativa, superficie e popolazione, religione, capitale e città principali, risorse economiche, commercio, navigazione e comunicazioni, ferrovie, statistiche sociali). A poco a poco fece del "libretto rosso" una vera enciclopedia geografica (alcune centinaia di pagine di testo, una trentina di tavole cartografiche, prevalentemente politiche, indici dei nomi), che raggiungeva la tiratura di 60 000 copie.

### Una valutazione significativa
"Dans un format de poche, richesse incomparable de données géographiques et statistiques. Prix abordable même pour élèves... Éditions en d'autres langues seraient désirables...": questo il giudizio di I. B. F. Kormoss, geografo del Collège d'Europe di Bruges sul Calendario del 1956, anno 52°, pp. 525 + 30 doppie pagine di carte politiche.

### Le varie edizioni italiane e straniere
Oggi le vecchie edizioni hanno grande interesse storico, anche per ricostruire i mutamenti della carta geografica mondiale, ad esempio durante la seconda guerra mondiale, per la politica coloniale o per l'Est europeo. L'importanza del Calendario divenne tale che fu tradotto in parecchie delle lingue più diffuse nel mondo: tedesco, francese, spagnolo, portoghese, sloveno, ebraico (cosa di cui Visintin era fiero). Le singole edizioni straniere erano corredate da più ampie trattazioni riguardanti i rispettivi Stati, poste in bell'evidenza all'inizio e create appositamente, come la particolarmente informata sezione dedicata all'Italia nel calendario italiano.

### Dal 1958 ad oggi
Le successive direzioni furono di Umberto Bonapace (fino al 1974), quindi di Giuseppe Motta (fino al 1998), entrambe con la collaborazione di Achille Soldani (per la parte geo-economica) e Franco Casabianca (per la cronologia e gli ordinamenti politici dei vari Paesi). Alla sezione geografica (testo, statistiche, carte, indici) erano infatti stati aggiunti col tempo una sezione storico-cronologica ed un compendio delle organizzazioni internazionali. Nel 1970 anche le carte furono rifatte sotto la direzione di Giuseppe Motta.
Nel 1999, con la direzione di Paolo Boroli e sulla base di un progetto di Giovanni Baselli, venne fatto un passo decisivo verso la contemporaneità e si costituì all'interno della redazione una banca dati elettronica che portò alle edizioni più recenti, con allegato un CD-ROM.
Nel 2004, in occasione del centenario si raggiunsero le 1072 pagine di testo, le 44 tavole geografiche, le 8 tavole con le bandiere. Maggiore spazio fu dato all'Italia ed alle organizzazioni internazionali
Oggi le pagine sono più di mille, i dati statistici sono oltre un milione e ci sono quasi un centinaio di cartine geografiche: tutto quello che occorre per comprendere il mondo. Oltre all'edizione a stampa, dal 2011 ci si può anche collegare a un sito specifico (il codice per l'accesso è contenuto in ogni copia del libro). Dal 2011 è stata aggiunta anche un'accurata edizione in Inglese. Per qualche anno fu pubblicato anche in polacco.
Naturalmente l'aumento significativo delle pagine comportò un cambiamento della struttura, che all'inizio era più semplice ed essenziale. In particolare si evidenzia la disposizione delle nazioni in ordine alfabetico invece che nell'ambito dei rispettivi continenti. Inoltre di anno in anno fu modificata la scelta degli argomenti delle statistiche mondiali, alcune delle quali vennero ridotte.  Si può dire che nel complesso fu accresciuta la parte a carattere storico, soprattutto nella sezione d'inizio a carattere generale.
Nel 2024 è uscita la edizione numero 120, sempre fedele alla tradizione. Questo prova già di per sè l'importanza del calendario, che, lungi dall'essere sminuito dal proliferare dei media, spesso portatori di fake news, acquisisce maggiore peso perché mira ad una esposizione di dati certificati, il più possibile obbiettivi e scientificamente provati, utili a qualunque settore di interessi e di studi.